# Межевой (Оренбургская область)
Межево́й — посёлок в Первомайском районе Оренбургской области. Входит в состав Уральского сельсовета.

## История
В 1966 году указом Президиума Верховного Совета РСФСР посёлок отделения № 1 совхоза «Уральский» переименован в Межевой.

## Население
| 2010 |
| ---- |
| 106  |

## Улицы
В посёлке имеются две улицы: Мира и Школьная. 